# Жапка (Молдова)
Жапка (рум. Japca) — село в Флорештском районе Молдавии. Является административным центром коммуны Жапка, включающей также село Бурсук.

## География
Расположено на правом берегу Днестра примерно в 160 км к северу от Кишинёва на высоте 93 метра над уровнем моря.

## Население
По данным переписи населения 2004 года, в селе Жапка проживает 1261 человек (605 мужчин, 656 женщин).
Этнический состав села:
| Национальность | Число жителей | Процентный состав |
| -------------- | ------------- | ----------------- |
| молдаване      | 1244          | 98,65             |
| русские        | 9             | 0,71              |
| украинцы       | 6             | 0,48              |
| прочие         | 2             | 0,16              |
| Всего          | 1261          | 100 %             |

## Достопримечательности
- В селе находится женский монастырь, основанный в XVII веке. Первое упоминание о монастыре относится к 1693 году. Тогда монахи жили в пещерных кельях и отправляли богослужения в церкви, выдолбленной в скале. В 1770 году монастырь разместился на нынешнем месте. Тогда же началось строительство хозяйственных помещений и благоустройство монастыря, была основана библиотека. В начале XIX века были возведены каменные церкви. Главная церковь монастыря перестраивалась несколько раз и сейчас в ней три алтаря — Вознесения Господня, Преображения и Святого Креста. Монастырь открыт для ежедневного посещения.

- В районе села расположен гео-палеонтологический памятник «Скала Жапка», родник с минеральной водой, пейзажные заповедники Рашков и Валя Адынкэ, античные оборонительные укрепления и палеонтологические стоянки в Сокола и Рашков.